# Secretaria de Políticas de Promoção da Igualdade Racial
| Secretaria de Políticas de Promoção da Igualdade Racial (SEPPIR/PR) |                               |
| Esplanada dos Ministérios, Bloco A www.portaldaigualdade.gov.br     |                               |
| Criação                                                             | 21 de março de 2003           |
| Extinção                                                            | 2 de outubro de 2015 (9 anos) |
| Orçamento                                                           | R$ 39,5 milhões (2015)        |

A Secretaria de Políticas de Promoção da Igualdade Racial (SEPPIR) foi um órgão do Poder Executivo do Brasil. Instituída pelo presidente Luiz Inácio Lula da Silva em 21 de março de 2003, com o objetivo de promover a equidade e a proteção de grupos raciais e étnicos afetados por discriminação e demais formas de intolerância, com ênfase na população negra.
Através de medida provisória nº 696, enviada ao Senado em outubro de 2015, a secretaria foi incorporada ao Ministério das Mulheres, da Igualdade Racial e dos Direitos Humanos, unindo a Secretaria de Políticas de Promoção da Igualdade Racial, a Secretaria de Direitos Humanos, e a Secretaria de Políticas para as Mulheres.
Após ter sido reduzida ao status de órgão subordinado ao Ministério das Mulheres, da Igualdade Racial e dos Direitos Humanos pertencente ao segundo escalão da administração pública federal, condição que manteve entre outubro de 2015 a dezembro de 2022, com a eleição e posse de Lula da Silva à Presidente da República este órgão foi transformado em ministério de estado com a jornalista Anielle Franco tendo sido nomeada como ministra da Igualdade Racial.

## Ministros
Os ministros-chefe da Secretaria de Políticas de Promoção da Igualdade Racial:
| Nº | Ministro                                   | Início                  | Fim                     | Presidente                |
| -- | ------------------------------------------ | ----------------------- | ----------------------- | ------------------------- |
| 1  | Matilde Ribeiro                            | 21 de março de 2003     | 6 de fevereiro de 2008  | Luiz Inácio Lula da Silva |
| —  | Martvs Antonio Alves das Chagas (interino) | 6 de fevereiro de 2008  | 20 de fevereiro de 2008 | Luiz Inácio Lula da Silva |
| 2  | Édson Santos                               | 20 de fevereiro de 2008 | 31 de março de 2010     | Luiz Inácio Lula da Silva |
| 3  | Eloi Ferreira Araújo                       | 31 de março de 2010     | 31 de dezembro de 2010  | Luiz Inácio Lula da Silva |
| 4  | Luiza Helena de Bairros                    | 1º de janeiro de 2011   | 1º de janeiro de 2015   | Dilma Rousseff            |
| 5  | Nilma Lino Gomes                           | 1º de janeiro de 2015   | 1º de outubro de 2015   | Dilma Rousseff            |
| 6  | Anielle Franco                             | 1º de janeiro de 2023   | Atual mandatária        | Luiz Inácio Lula da Silva |